# Notarius grandicassis
Notarius grandicassis is een straalvinnige vis van het geslacht Notarius, uit de familie van christusvissen (Ariidae).

## Kenmerken
Notarius grandicassis kan een maximale lengte bereiken van 63 cm. Het lichaam van de vis heeft een langgerekte vorm. De soort heeft geen zijlijn en heeft één dorsale stekel. 

## Verspreiding en leefgebied
Notarius grandicassis is een zout- en brakwatervis die voorkomt in het westen en het zuidwesten van de Atlantische Oceaan in een tropisch klimaat. De diepte waarop de soort voorkomt is maximaal 20 m onder het wateroppervlak. 

## Visserij
De vis is voor de visserij van beperkt commercieel belang. 

## Status
De soort komt niet voor op de Rode Lijst van de IUCN. 